# Hönning (Lengdorf)

Hönning 3

Hönning ist ein Gemeindeteil der Gemeinde Lengdorf im Landkreis Erding in Oberbayern.

## Lage
Der Weiler Hönning liegt in der Gemarkung Matzbach 2,8 Kilometer nordwestlich des Rathauses von Lengdorf.

## Geschichte
In Schenkungsurkunden des Bischofs Abraham von Freising an das Kloster Isen wird der Ort in der zweiten Hälfte des 10. Jahrhunderts erstmals erwähnt. Spätere Aufzeichnungen im Hoch- und Spätmittelalter befinden sich in den Traditionen altbayerischer Klöster. Der Ortsname leitet sich von einem Sippenführer namens Hono ab.

## Bevölkerung
Im Mai 1987 lebten in Hönning 26 Einwohner in fünf Wohngebäuden, von denen eines in zwei Wohnungen aufgeteilt war.
| Jahr      | 1871 | 1925 | 1950 | 1970 | 1987 |
| Einwohner | 45   | 28   | 59   | 28   | 26   |